# Сами на свијету (Књига окончања)
Сами на свијету (Књига окончања) је други том романа Сами на свијету са поднасловима Други роман о рату у Сарајеву и Незаштићени свједок књижевника Жељка Пржуља (1964) из Републике Српске објављена 2019. године у издању Матичне библиотеке Источно Сарајево.

## О аутору
Жељко Пржуљ, српски писац и новинар, рођен је 1964. године у Сарајеву. У родном граду је завршио основну, средњу школу и Грађевински факултет. У романима, причама, песмама које је написао бавио се историјским и савременим животним темама. За време Одбрамбено-отаџбинског рата био је борац и командир у Војсци Републике Српске, као и ратни дописник многих листова у Србији и Републици Српској. Пржуљ живи и ради у Источном Сарајеву у Републици Српској.

## О делу
Роман Сами на свијету је скуп аутентичних сведочења сарајевских Срба у Одбрамбено-отаџбинском рату од 1990. до 1996. Радња се одвија у Сарајеву и око Сарајева, у БиХ, СФРЈ, и у свету. Други том књиге Сами на свијету носи поднаслов Незаштићени свједок.
Главни јунаци књиге су момци и девојке из предграђа Сарајева које је живот бацио на три зараћене стране.
У овој гњизи аутор је описао исељавање сарајевских Срба после потписивања Дејтонског споразума. Сматрао је да није успео у књигу да преточи размере егзодуса, јер сматра да је многима теже пало исељавање него сам рат.

## Награде и признања
"Сами на свијету" је проглашен најбољом књигом у 2020. години аутора ван руског говорног подручја, која се сваке године бира у организацији библиотеке "Владимир Мајаковски" из Санкт Петербурга.
Књига је победила у конкурeнцији jош 24 нaсловa из исто толико зeмaљa Сeвeрнe и Jужнe Aмeрикe, Eвропe и Aзиje.